# Łuczyce (województwo małopolskie)
Łuczyce – wieś w Polsce położona w województwie małopolskim, w powiecie krakowskim, w gminie Kocmyrzów-Luborzyca.
W latach 1975–1998 miejscowość administracyjnie należała do województwa krakowskiego.
Integralna część miejscowości: Załuczek.
Przebiega tędy linia kolejowa łącząca Kraków z Warszawą. Od 2007 roku wieś posiada aglomeracyjną linię autobusową nr 232 do Krakowa-Nowej Huty.

## Zabytki
Obiekt wpisany do rejestru zabytków nieruchomych województwa małopolskiego.
- Relikt dawnego zespołu dworskiego. Na początku XIX wieku dwór przeszedł w ręce rodziny Michałowskich. Wychowywał się tutaj przyszły malarz epoki romantyzmu - Piotr Michałowski[6].

W miejscowości znajduje się: Szkoła Podstawowa im. Jana Pawła II, ośrodek zdrowia, Klub Piłkarski „Kosynierzy” Łuczyce, OSP Łuczyce, kaplica pw. Najświętszego Serca Pana Jezusa, Koło Gospodyń Wiejskich, Stowarzyszenie „Nasze Łuczyce”, Stowarzyszenie Elektryków „Shark”.

## Osoby związane z miejscowością
Z Łuczyc wywodził się szlachcic Piotr Szafraniec podstoli i podkomorzy krakowski uczestnik bitwy pod Grunwaldem.